# Jeff Beck
Geoffrey Arnold (Jeff) Beck (Wallington, 24 juni 1944 – 10 januari 2023) was een Britse rockgitarist die in diverse invloedrijke bands speelde in de jaren 60 en jaren 70. In de top 100 van beste gitaristen ter wereld van Rolling Stone neemt hij de 14e plaats in.

## Biografie

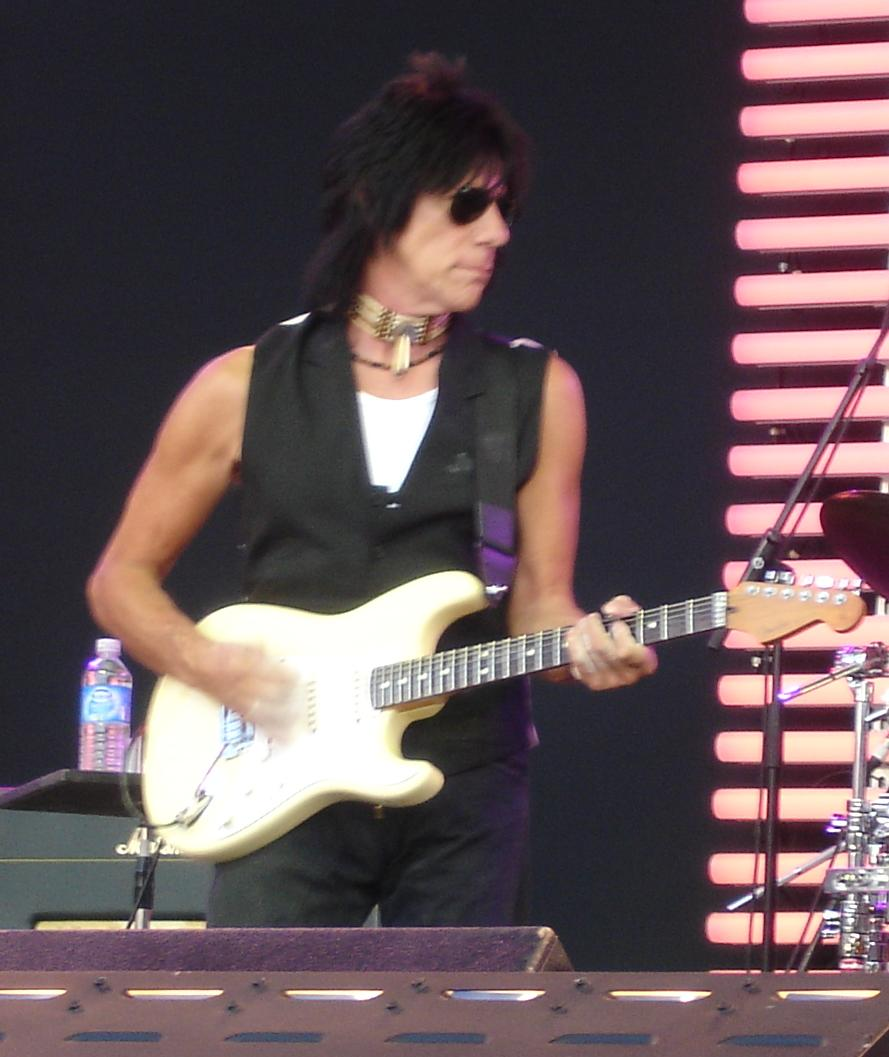
Jeff Beck in 2007

Toen Eric Clapton in 1965 The Yardbirds verruilde voor John Mayall's Bluesbreakers (omdat The Yardbirds hun bluesinvloeden verruilden voor andere horizonten), kwam Beck hem vervangen. Hij speelde tot dan toe in de band The Tridents, die het naast veel optredens niet verder had gebracht dan enkele demo's. Beck maakte bij The Yardbirds grote indruk met zijn voor die tijd vooruitstrevende geluidseffecten als distortion en feedback, die goed te horen zijn op de Yardbirds-hits Heart full of soul (1965) en Shapes of Things (1966).
Beck bleef maar 18 maanden deel uitmaken van The Yardbirds. Hij verliet de band tijdens een Amerikaanse tournee eind 1966. Begin 1967 formeerde hij zijn eigen Jeff Beck Group met bassist Ron Wood (uit The Birds), drummer Ainsley Dunbar (uit John Mayall's Bluesbreakers) en zanger Rod Stewart (uit Steampacket). Voordat de eerste single was opgenomen was Dunbar al vervangen door Micky Waller.
Producer Mickie Most wilde van Beck een popidool maken en liet hem (ondanks de aanwezigheid van Stewart) leadzingen op de eerste twee 'commerciële' singles. De eerste, Hi ho silver lining, was een bescheiden hit. De B-kant was een bewerking van de Bolero van Ravel onder de titel Beck's Bolero met Keith Moon op drums en bijdragen van Yardbirdsmaatje Jimmy Page. Ook John Paul Jones speelde hier op mee en dit nummer is de eerste opname waarop Page en Jones samen te horen zijn, voordat beiden later Led Zeppelin oprichten. De tweede single, Tallyman, geschreven door Graham Gouldman, deed niet veel, maar op de B-kant was het indrukwekkende stemgeluid van Rod Stewart te horen. Hoewel het nummer de titel Rock my plimsoul kreeg en werd toegeschreven aan 'Jeffrey Rod' (Beck en Stewart) was het niet meer dan een bewerking van het bluesnummer Rock me baby, vooral bekend van B.B. King.
Er kwam nog een derde single uit, het instrumentale Love is blue, maar Becks versie legde het als hit af tegen het origineel van Vicky Leandros uit 1967. Op de B-kant, I've been drinking, liet Stewart nogmaals horen een fantastische soul/blueszanger te zijn. 'The Jeff Beck Group' maakte twee elpees, waarvan de eerste, Truth (1968), grote invloed had op de in die tijd opgerichte afsplitsing van The Yardbirds: Led Zeppelin (aanvankelijk The New Yardbirds). De tweede lp was Beck-Ola (1969), die de heavy sound van de eerste lp verder doortrok. In het tweejarig bestaan van de band wisselde de bezetting vrijwel constant. Op de tweede lp was drummer Mick Waller vervangen door Tony Newman en maakte studiopianist Nicky Hopkins deel uit van de band.
Ron Wood verliet de band in 1968 enige tijd om in Creation te spelen. Ook bassist Dave Ambrose (o.a. in The Brian Auger Trinity) en drummer Rod Coombes (later o.a. in Stealers Wheel en Strawbs) waren ooit lid van The Jeff Beck Group. Omdat commercieel succes uitbleef, ging de groep in 1969 uit elkaar. Net toen Jeff Beck een nieuwe band wilde oprichten met Stewart en de ritmesectie van de Amerikaanse band Vanilla Fudge, kreeg hij een ernstig ongeluk dat hem bijna twee jaar uit de roulatie hield.
Becks geschiedenis daarna is er een van vallen en opstaan. De ene formatie volgde de andere op en Beck zocht meer en meer de kant van de jazzrock en fusion. In 1972 speelde hij mee op de elpee Talking book van Stevie Wonder, waarvan Beck later Superstition zou coveren met Beck, Bogert & Appice. Deze band had hij in 1969 willen oprichten met Stewart, die inmiddels succes had met zijn solo-lp's en met The Faces. Eind jaren zeventig speelde Beck veelvuldig met grootheden als Jan Hammer en Stanley Clarke.
Beck overleed op 78-jarige leeftijd in een ziekenhuis in de buurt van zijn huis Riverhall, een landgoed in Wadhurst (East Sussex), aan de gevolgen van bacteriële meningitis.

## Reputatie
Hoewel Beck nooit grote commerciële successen behaalde en geen wereldhits op zijn naam heeft, gold hij bij kenners en liefhebbers als een van de beste en meest inventieve gitaristen ter wereld.
- In de loop van zijn carrière ontving hij zeven Grammys en een Ivor.
- Hij kreeg tweemaal een ster in de Rock and Roll Hall of Fame, in 1992 als Yardbird en in 2009 als zichzelf.
- In de top 100 van beste gitaristen ter wereld plaatste het toonaangevende rocktijdschrift Rolling Stone hem op nummer 5.[1]

## Discografie

### Albums
| Album met eventuele hitnotering(en) in de Nederlandse Album Top 100 | Datum van verschijnen | Datum van binnenkomst | Hoogste positie | Aantal weken | Opmerkingen   |
| ------------------------------------------------------------------- | --------------------- | --------------------- | --------------- | ------------ | ------------- |
| Truth                                                               | 1968                  | -                     | -               | -            |               |
| Beck-ola                                                            | 1969                  | -                     | -               | -            |               |
| Rough and ready                                                     | 1971                  | -                     | -               | -            |               |
| Jeff Beck group                                                     | 1972                  | -                     | -               | -            |               |
| Beck Bogert Appice                                                  | 1973                  | -                     | -               | -            |               |
| Live in Japan                                                       | 1974                  | -                     | -               | -            | Livealbum     |
| Blow by blow                                                        | 1975                  | -                     | -               | -            |               |
| Wired                                                               | 1976                  | -                     | -               | -            |               |
| Jeff Beck with the Jan Hammer group Live                            | 1977                  | -                     | -               | -            | Livealbum     |
| There and back                                                      | 1980                  | -                     | -               | -            |               |
| Flash                                                               | 01-07-1985            | 27-07-1985            | 43              | 1            |               |
| Jeff Beck's guitar shop                                             | 1989                  | -                     | -               | -            |               |
| Beckology                                                           | 1991                  | -                     | -               | -            | Verzamelalbum |
| Who else!                                                           | 16-03-1999            | -                     | -               | -            |               |
| You had it coming                                                   | 12-2000               | -                     | -               | -            |               |
| Jeff                                                                | 05-08-2003            | -                     | -               | -            |               |
| Performing this week... Live At Ronnie Scott's                      | 07-11-2008            | -                     | -               | -            | Livealbum     |
| Emotion & commotion                                                 | 09-04-2010            | 17-04-2010            | 77              | 1            |               |
| Loud hailer                                                         | 15-07-2016            | 23-07-2016            | 42              | 1            |               |
| Live 1969                                                           | 26-04-2019            | -                     | -               | -            | Livealbum     |

### Singles
| Single met eventuele hitnotering(en) in de Nederlandse Top 40 | Datum van verschijnen | Datum van binnenkomst | Hoogste positie | Aantal weken | Opmerkingen                       |
| ------------------------------------------------------------- | --------------------- | --------------------- | --------------- | ------------ | --------------------------------- |
| Hi ho silver lining                                           | 1967                  | 10-06-1967            | 12              | 9            |                                   |
| Tallyman                                                      | 1967                  | 26-08-1967            | 31              | 4            |                                   |
| Goo goo barabajagal (Love is hot)                             | 1969                  | 16-08-1969            | 30              | 3            | als Jeff Beck Group / met Donovan |

### Dvd's
| Dvd's met hitnoteringen in de Nederlandse Music Top 30 | Datum van verschijnen | Datum van binnenkomst | Hoogste positie | Aantal weken | Opmerkingen |
| ------------------------------------------------------ | --------------------- | --------------------- | --------------- | ------------ | ----------- |
| Performing this week... live at Ronnie Scott's         | 2009                  | 11-04-2009            | 7               | 14           |             |
| Rock 'n' roll party honouring Les Paul                 | 2011                  | 23-04-2011            | 4               | 3            |             |
| Live in Tokyo                                          | 2014                  | 29-11-2014            | 18              | 6            |             |
| Live at the Hollywood bowl                             | 2017                  | 14-10-2017            | 10              | 3*           |             |

### NPO Radio 2 Top 2000
| Nummer met noteringen in de NPO Radio 2 Top 2000 | '00  | '01-'02 | '03  |
| ------------------------------------------------ | ---- | ------- | ---- |
| Hi Ho Silver Lining                              | 1605 | -       | 1943 |

1. ↑  Een '-' betekent dat het nummer niet was genoteerd en een vetgedrukt getal geeft de hoogste notering aan.
2. ↑  2000 was het eerste jaar met een notering voor dit nummer.
3. ↑  Deze tabel is bijgewerkt tot en met de laatste editie (2024).